# أليس بينيت
أليس بينيت (بالإنجليزية: Alice Bennett) هي طبيبة نفسية أمريكية، ولدت في 31 يناير 1851 في Wrentham, Massachusetts ‏ في الولايات المتحدة، وتوفيت في 1925 في نيويورك في الولايات المتحدة بسبب ذبحة صدرية.